# Campionati europei di 49er & 49er FX 2004
I Campionati europei di 49er & 49er FX 2004 si sono svolti a Nago-Torbole, in Italia, dal 5 al 10 luglio.

## Podi
| Evento | Oro                                      | Argento                                   | Bronzo                                    |
| 49er   | Italia Christopher Draper Simon Hiscocks | Danimarca Michael Hestbæk Dennis Andersen | Francia Marc Audineau Stéphane Christidis |

## Medagliere
| Posiz. | Nazione   | Oro | Argento | Bronzo | Totale |
| ------ | --------- | --- | ------- | ------ | ------ |
| 1      | Italia    | 1   | 0       | 0      | 1      |
| 2      | Danimarca | 0   | 1       | 0      | 1      |
| 3      | Francia   | 0   | 0       | 1      | 1      |
| Totale | Totale    | 1   | 1       | 1      | 3      |